# بيل هينتون
بيل هينتون (بالإنجليزية: Bill Hinton)‏ (25 ديسمبر 1895 في المملكة المتحدة - 1976) هو لاعب كرة قدم بريطاني (وحمل سابقاً جنسية المملكة المتحدة لبريطانيا العظمى وأيرلندا) في مركز حراسة المرمى. لعب مع بولتون واندررز وتوتنهام هوتسبير وسويندون تاون.